# Tobias Weidinger
Tobias Weidinger (* 1977 in Nürnberg) ist ein deutscher Leadtrompeter und Flügelhornist, der nicht nur im Jazzbereich, sondern auch als Studiomusiker aktiv ist.

## Leben und Wirken
Weidinger begann im Alter von sechs Jahren Klavier zu spielen; als Autodidakt lernte er dann ab dem Alter von 13 Jahren Trompete. Peter Herbolzheimer wählte ihn mit 22 Jahren für seine Rhythm Combination & Brass aus. Zwischen 2004 und 2008 gehörte er zum Vienna Art Orchestra; parallel dazu spielte er in der George Gruntz Concert Jazz Band. Mit beiden Bands spielte er auch Alben ein. 2010 tourte er mit der Carla Bley BigBand. 2012 holte ihn Wolfgang Dauner in die Second Generation des United Jazz + Rock Ensembles. Als freischaffender Musiker nahm er zudem häufig an Produktionen des Metropole Orkest und der WDR Big Band teil. Er ist auch auf CDs mit Herbert Joos, mit Flip Phillips/Ed Partyka, mit Torsten Goods, mit Norma Winstone und der NDR-Bigband sowie Jack Bruce bzw. Billy Cobham und der hr-Bigband zu hören. 2011 erschien sein Debüt-Album T-Funk.
Weiterhin spielte er mit Clark Terry, Ack van Rooyen, Jim McNeely, Al Porcino, Joe Lovano, Bob Mintzer, Nils Landgren, Albert Mangelsdorff, Les McCann, Dianne Reeves, Abdullah Ibrahim, Jeff Cascaro und Steve Swallow. Im Popbereich arbeitete er unter anderem für Die fantastischen Vier, The Temptations, The Supremes, Sarah Connor, Stefanie Heinzmann, Ron Spielman, Max Herre, Broilers sowie Die Toten Hosen. Auch war er in den Livebands der Fernsehshows DSDS, Let’s Dance und Wer stiehlt mir die Show? zu erleben. Er ist mit der Saxophonistin Susanne Weidinger verheiratet.